# 性昏迷

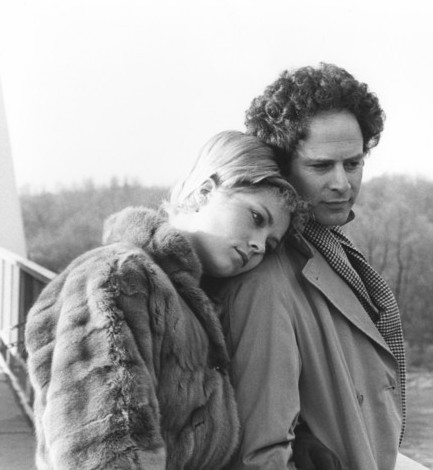
《性昏迷》男主角艾力克(亞特·葛芬柯飾)與女主角米蓮娜(特蕾莎·羅素飾)。

《性昏迷》（英語：Bad Timing）是1980年上映的英國心理懸疑電影。導演為尼古拉斯·羅格，由亞特·葛芬柯、哈維·凱托、特蕾莎·羅素與登霍姆·艾略特主演。劇情以非線性倒敘法，講述一名偵探在調查某名住在維也納的美國婦女自殺未遂案時，意外發現該名婦女與一位心理學教授之間錯綜複雜的關係。
因對扭曲愛與性暴力的露骨描寫，《性昏迷》一上映便引發爭議，發行商蘭克機構稱其為「一部由精神病患做給精神病患看的病態電影」。 直到 2005 年美國標準收藏才發布 DVD 版，並得以在家庭電視放映。